# Adolf-Grimme-Preis 1975
Der 12. Adolf-Grimme-Preis wurde 1975 verliehen. Die Preisverleihung fand am 31. März 1975 im Theater Marl statt.
Im Rahmen der Veranstaltung wurde auch der „Publikumspreis der Marler Gruppe“ vergeben.

## Preisträger

### Adolf-Grimme-Preis mit Gold
- Daniel Christoff und Peter Beauvais (für das Drehbuch und die Regie bei Sechs Wochen im Leben der Brüder G., SFB)

### Adolf-Grimme-Preis mit Silber
- Hans Emmerling (für die Regie bei Lebensgeschichte als Zeitgeschichte: Manes Sperber, SR)
- Marlene Linke (für die Regie bei Krebs, den man vergessen kann, ZDF)
- Michael Pfleghar (für Buch und Regie zu Klimbim (Folge 5) WDR)
- Elmar Maria Lorey (für die Regie bei Rappelkiste, ZDF)

### Adolf-Grimme-Preis mit Bronze
- Ernst Klinnert (für die Regie bei Aller Anfang ist schwer, WDR)
- Gerhard Konzelmann (für die Regie bei Das Testament des Zaren – Russisch-sowjetische Politik am Golf, SDR)

### Besondere Ehrung
- Robert Geisendörfer (für sein Engagement für die Unabhängigkeit des öffentlich-rechtlichen Rundfunks)
- Julia Dingwort-Nusseck (für die Berufung als erste Frau in der Bundesrepublik in die Verantwortung für einen wichtigen Programmbereich des Fernsehens)
- Gemeinnützige Evangelische Fernseh-Produktions-Gesellschaft (Eikon) (für die Produktion von unterhaltsamen und zugleich sozialkritische Fernsehspielserien)
- August Seeling (für seinen maßgeblichen Einfluss auf die Entwicklung des deutschen Fernsehens)

### Ehrende Anerkennung
- Rainer Boldt (Regie) und Eckhard Garczyk (Buch) (für die Sendung Die 7-Tage-Woche des Drahtwebers Rolf Piechotta, NDR)
- Hans-Josef Dreckmann (Produktion) und Martin Schulze (Regie) (für die Sendung Protokoll einer Geiselnahme – Ohnmacht des Staates oder Sieg der Vernunft, WDR)
- Hanns Joachim Friedrichs (für die Regie bei Sport-Spiegel: Abseits von Haiti, ZDF)

### Sonderpreis der Landesregierung Nordrhein-Westfalen
- Peter Laudan (für die Regie bei Wolf Biermann – Dichter und Sänger, WDR)

### Publikumspreis der Marler Gruppe
- Sechs Wochen im Leben der Brüder G., SFB